# Носов Віктор Васильович
Ві́ктор Васи́льович Но́сов  (нар. 19 липня 1940 — пом. 17 квітня 2008) — радянський та український футболіст і тренер. Майстер спорту СРСР, заслужений тренер УРСР.

## Біографія
Виступав за донецький «Шахтар» (1958—59, 1963—64, 1966), ЦСКА (1960, дубль) і ростовський СКА (1961—1962). Сезон 1965 року провів в харківському «Авангарді», з 1968 по 1971 рік грав в Полтаві. У вищій лізі чемпіонату СРСР провів 88 матчів. Фіналіст Кубка СРСР 1963 року із «Шахтарем», за що отримав звання Майстра спорту СРСР. Завершував ігрову кар'єру у нижчолігових клубах «Будівельник» (Полтава) і «Шахтар» (Макіївка).
Працював тренером і головним тренером донецького «Шахтаря» (1977 — 1985, володар Кубка СРСР 1980 і 1983 року, срібний призер чемпіонату СРСР 1979 року). Тренував команди: «Шахтар» (Макіївка), «Колос» (Полтава), «Кривбас» (Кривий Ріг), «Пахтакор» (Ташкент), «Зоря» (Ворошиловград), «Динамо» (Ставрополь), «Верес» (Рівне), «Ворскла-2», «Ворскла» (17 червня 2005 — липень 2007). У кінці 1980-х років працював на Мальдівах. Був тренером-консультантом у шепетівському «Темпі» (1992).
На початку квітня 2008 року Носова було госпіталізовано до відділу кардіології інституту ім. Гусака з діагнозом гострий ішемічний синдром. 15 квітня Віктора Васильовича було прооперовано, а 17 квітня його серце перестало битись.

## Досягнення

### Тренерські
- Володар Кубка СРСР: 1980, 1983.
- Володар Кубка сезону: 1984

### Особисті
- Майстер спорту СРСР (1962)
- Заслужений тренер УРСР (1979)

## Вшанування пам'яті
20 травня 2015 року в Полтаві провулок Волочаївський було перейменовано на провулок Віктора Носова